# James L. Terry
James L. Terry est un lieutenant général de l'United States Army.